# أسل هيلدريشي
أسل هيلدريشي (الاسم العلمي: Juncus heldreichianus) نوع نباتي يتبع جنس الأسل وينتمي إلى الفصيلة الأسلية.